# Lục Hạo
Lục Hạo (tiếng Trung: 陆昊; bính âm: Lù Hào; sinh tháng 6 năm 1967) là một chính khách Trung Quốc. Ông hiện là Bí thư Đảng tổ Trung tâm nghiên cứu phát triển Quốc vụ viện. Ông là Ủy viên Ủy ban Trung ương Đảng Cộng sản Trung Quốc khóa XX, khóa XIX, khóa XVIII, hiện là Chủ nhiệm Trung tâm Nghiên cứu Phát triển Quốc vụ viện. Ông nguyên là Bộ trưởng Bộ Tài nguyên. Trước đây, ông là tỉnh trưởng trẻ nhất ở Trung Quốc, khi ông là Tỉnh trưởng Chính phủ Nhân dân tỉnh Hắc Long Giang từ năm 2013 đến năm 2018. Ông cũng từng là Bí thư thứ nhất của Đoàn Thanh niên Cộng sản Trung Quốc, và phó thị trưởng Bắc Kinh.

## Thuở nhỏ
Lục Hạo được sinh ra ở Tây An, nhưng tổ tiên ông ở Thượng Hải (một số nguồn tin cho biết ông sinh ra ở Thượng Hải). Cha ông là giáo sư đại học. Ông là người con duy nhất. Ông theo học trường Trung học số 85 ở Tây An. Ở trường trung học, ông chơi bóng chuyền và là đội trưởng của đội bóng trường trong ba năm liên tiếp. Ở trường, các môn học yêu thích của ông là lịch sử và chính trị. Ông luôn được xếp hạng là một trong ba sinh viên dẫn đầu trong các lớp học.
Ông gia nhập Đảng Cộng sản Trung Quốc năm 1985 lúc 18 tuổi. Với điểm số cao của mình, ông được đảm bảo vào Trường Kinh tế và Quản lý tại Đại học Bắc Kinh. Ông đã sớm tham gia vào chính trị sinh viên, và ở tuổi 20 được bầu làm người đứng đầu hội đoàn sinh viên đại học, trở thành chủ tịch công đoàn sinh viên đầu tiên được bầu bởi phiếu phổ thông kể từ sau Cách mạng Văn hóa. Vào đầu năm 1989, ông đã đạt được nhận vào các nghiên cứu sau đại học về kinh tế tại Đại học Bắc Kinh mà không phải thi.
Sau khi tốt nghiệp, ông làm việc dưới sự chỉ đạo của kinh tế gia nổi tiếng Trung Quốc Lại Dĩ Ninh, người cũng dạy Lý Khắc Cường và Lý Nguyên Triều. Ông cũng làm việc bán thời gian làm trợ lý cho người quản lý một nhà máy sản xuất len. Đến năm 28 tuổi, ông được thăng chức tổng giám đốc của Nhà máy len Bắc Kinh, chỉ đạo công việc của khoảng 5.000 nhân viên. Trong khi dẫn đầu nhà máy, ông chuyển giao giữa Tây An và Bắc Kinh cố gắng để giành chiến thắng kinh doanh hơn. Ông sắp xếp hợp lý các hoạt động và tăng doanh thu, biến nhà máy thành một doanh nghiệp tạo ra lợi nhuận; nhà máy cuối cùng chuyển đổi thành một công ty. Năm 1998, ông được ghi danh là một trong "Mười thanh niên xuất sắc của Bắc Kinh" cho công việc của mình tại nhà máy len, và sau đó đã được Thủ tướng Chu Dung Cơ nhận.

## Sự nghiệp chính trị
Ông trở thành người đứng đầu Văn phòng Hành chính thôn Trung Quan vào năm 1999, bắt đầu sự nghiệp của mình trong hành chính công. Khu vực thôn Trung Quan của Bắc Kinh được gọi là "thung lũng silicon của Trung Quốc", nhiều công ty công nghệ mới thành lập. Vào tháng 2 năm 2003, ông bắt đầu làm việc bán thời gian với vai trò trợ lý giám đốc điều hành dự án đập Tam Hiệp. Vào tháng 1 năm 2003, ông được bổ nhiệm làm phó thị trưởng Bắc Kinh, giám sát Ủy ban Kinh tế và Công nghiệp của thành phố, giám sát các danh mục rộng lớn về giám sát tài sản nhà nước, công nghiệp và công nghệ thông tin.
Vào tháng 5 năm 2008, ông được bổ nhiệm làm Bí thư thứ nhất của Đoàn Thanh niên Cộng sản Trung Quốc. Ông cũng từng là cựu chủ tịch của Học viện Chính trị Thanh niên Trung Quốc. Trước ông, nhiều chính khách nổi tiếng khác, bao gồm cả cựu Tổng bí thư Hồ Diệu Bang và Hồ Cẩm Đào, và Thủ tướng Lý Khắc Cường, đã phục vụ ở vị trí này. Ở tuổi 40, ông trở thành tỉnh trưởng trẻ nhất trong cả nước.
Vào năm 2009, ông trong cương vị là ủy viên của Ủy ban Trung ương Đảng Cộng sản Trung Quốc đã tham dự Đại hội lần thứ 18 của Đảng Cộng sản Hy Lạp và đích thân gặp lãnh tụ Aleka Papariga.
Ông được bổ nhiệm quyền Tỉnh trưởng Chính phủ Nhân dân tỉnh Hắc Long Giang ngày 25 tháng 3 năm 2013, thay thế cho Vương Hiến Khôi, người đã được thăng chức Bí thư Tỉnh ủy Hắc Long Giang. Ông sau đó được bầu làm Tỉnh trưởng vào ngày 5 tháng 6 năm 2013, trong phiên họp thứ hai của Đại hội Nhân dân tỉnh Hắc Long Giang lần thứ 12.
Vào năm 2012, ông trở thành ủy viên trẻ nhất của Ủy ban Trung ương Đảng Cộng sản Trung Quốc khóa XVIII. Năm 2017, ông vẫn là ủy viên trẻ nhất của Ủy ban Trung ương Đảng Cộng sản Trung Quốc khóa XIX.
Tháng 3 năm 2018, ông được bổ nhiệm làm Bộ trưởng Bộ Tài nguyên Trung Quốc, được miễn nhiệm vào ngày 24 tháng 6 năm 2022.